# Robert Plutchik

Het wiel der emoties met daarin acht basisemoties, met hun intensiteit en hun tegenpolen.

Robert Plutchik (21 oktober 1927 – 29 april 2006) was een Amerikaanse psycholoog en professor aan de University of South Florida en het Albert Einstein College of Medicine. Hij deed onderzoek naar emotie, zelfmoord, geweld en psychotherapie.
Plutchik publiceerde het Wiel der emoties waarin hij acht basisemoties toonde met hun samenhang, intensiteit en hoe ze elkaars tegenpolen zijn.
In de tweedimensionale weergave van dit model staan op de binnenste cirkel de acht primaire emoties, die op grond van hun betekenis tegenover elkaar zijn geplaatst. Deze acht basisemoties kunnen in verschillende intensiteiten ervaren worden. Ook zijn enkele secundaire emoties (tussen elk paar kleurvakken) in de afbeelding opgenomen. Deze worden gevormd door paren van aangrenzende emoties. Zo bestaat wroeging uit een combinatie van walging en verdriet.
- Bibliothèque nationale de France: cb124341062 (data)
- International Standard Name Identifier: 0000 0003 9106 9400
- Library of Congress Control Number: n79094542
- Nationale bibliotheek van Australië: 35426194
- Nationale Bibliotheek van Israël: 987007441908405171
- Nederlandse Thesaurus van Auteursnamen: 068317867
- Système universitaire de documentation: 033479062
- Virtual International Authority File: 284805136
- WorldCat: E39PBJhMmMMKYdrJXKyp6yM773